# Tupolev Tu-14
O Tupolev Tu-14 (Designação OTAN: Bosun) (Designação USAF/DOD: Type 35), foi um bombardeiro leve bimotor turbojato soviético derivado do Tupolev Tu-73, o perdedor da competição com o Ilyushin Il-28 'Beagle'. Foi utilizado como torpedeiro e e lançador de minas por regimentos da Aviação Naval Soviética entre 1952 e 1959 e exportado para a República Popular da China.

## Desenvolvimento
O Tu-14 teve sua origem no trimotor Tu-73 que utilizava um par de motores turbojato RD-45, uma cópia não licenciada do Rolls-Royce Nene, sob a asa e um Klimov RD-500, cópia não licenciada do Rolls-Royce Derwent, na cauda, em uma instalação parecida com o mais recente Boeing 727. A disponibilidade do Klimov VK-1, uma versão mais potente do Nene, permitiu a exclusão do RD-500 do projeto inicial, recebendo a desginação interna de "81". A outra grande mudança foi a instalação de um radar de navegação "PSBN" que requeria um quinto membro da tripulação, sendo esta rejeitada pela Força Aérea Soviética. A Tupolev trabalhou então para eliminar as torres dorsais e ventrais para reduzir a tripulação para apenas três membros: um piloto, um bombardeiro-navegador e um atirador de cauda. O projeto manteve os dois canhões fixos no nariz, o Nudelman-Rikhter NR-23 de 23 mm, mas o desenho da fuselagem foi alterado para dar ao atirador seu próprio compartimento pressurizado e uma torre de cauda KDU-81 com outro par de canhões NR-23.
A construção do protótipo foi iniciada em Agosto de 1949, utilizando componentes dos protótipos cancelados do Tu-73S, e foi finalizado em Outubro. Os testes do fabricante ocorreram entre 13 de Outubro de 1949 e 21 de Janeiro de 1950. Os testes de aceitação pelo estado duraram de 23 de Janeiro a 27 de Maio de 1950 e foi aceito para produção, desde que alguns problemas com a torre KDU-81 fossem resolvidos, que assentos ejetores fossem instalados para o piloto e atirador, um sistema de degelo por sangria do ar fosse instalado e que os canhões instalados no nariz revisados. As primeiras cinco aeronaves produzidas não incorporaram estas mudanças por estarem aproveitando os componentes do Tu-73S, após a fábrica em Irkutsk ter iniciado prematuramente a produção deste bombardeiro. Um destes foi enviado a Moscou onde foi avaliado pela Aviação Naval Soviética para uso como torpedeiro. A sexta aeronave incorporou então todas estas mudanças, sendo avaliada em Maio de 1951. Foi recomendado para produção e entrou em serviço em 1952 com a Aviação Naval.
Cerca de 150 aeronaves foram produzidas e serviram em regimentos até 1959. Após, foi aposentada e várias foram utilizadas em programas de teste, incluindo teste de motores ramjet. Até 50 unidades usadas foram entregues à Força Aérea do Exército Popular de Libertação. Entretanto, a quantidade e datas não podem ser confirmadas.
O segundo Tu-14 de pré-produção foi convertido em um avião de reconhecimento fotográfico diurno e noturno, recebendo a desginação da OKB de "89". A conversão foi pequena e envolvida uma cabine central despressurizada que acomodavam duas câmeras, dois tanques de combustível, outra câmera na baia de bombas e mais uma para fotos oblíquas, instalada na cauda da aeronave para operações diurnas. Todas as câmeras e suas viseiras tinham aquecimento elétrico para evitar humidade e congelamento em altas altitudes. Para fotos noturnas, os tanques de combustível e a câmera na baia de bombas eram removidos e uma grande variedade de bombas de sinalização eram instaladas para iluminar os alvos. Além disso, a tela do radar de navegação "PSBN-M" poderia ser fotografado por uma câmera especial e ambos o piloto e navegador podiam gravar suas observações usando um gravador de voz. Entretanto, a Força Aérea Soviética já havia decidido por usar o a versão de reconhecimento do Il-28, o Il-28R à época que o "89" voou pela primeira vez em 23 de Março de 1951 e a Tupolev decidiu não enviá-lo para testes do estado.

## Variantes
- Tu-14 – Versão de bombardeiro leve (não aceito para serviço).
- Tu-14R – Versão de reconhecimento (apenas um protótipo). Conhecido também como Tu-89.
- Tu-14T – Versão de bombardeiro torpedeiro.
  - Tu-81 - Designação inicial do Tu-14T.

## Operadores
União Soviética
- Aviação Naval Soviética

 China
- Força Aérea do Exército Popular de Libertação